# Nolan Gould
Nolan Gould (nascut a Nova York al 28 d'octubre del 1998), és un actor nord-americà conegut pel paper que fa de Luke Dunphy a la sèrie d'ABC, Modern Family, des de l'any 2009.

## Orígens
Gould és el fill de Angela Gould i Edwin Gould. Té 2 germans i una germana, Aidan Gould, Garret Gould i Cassie Gould. Poc després del seu naixement a Nova York, als 2 anys, Nolan Gould i la seva família se'n van anar a viure a la ciutat de Phenix, Alabama, ja que van traslladar el seu pare (militar). Però al 2003 (quan Gould tenia 5 anys), se'n van anar a viure a Califòrnia per així poder començar la seva carrera de filmografia juntament amb el seu germà Aidan Gould que també és un actor.

## Carrera
Gould va començar la seva carrera com a actor amb el seu germà, Aidan Gould quan tenia 3 anys. Els 2 eren molts avançats a l'escola i per aquest motiu, la seva mare, Angela Gould, va decidir posar-los en classes de teatre per mantenir-los entretinguts. Els 2 germans van començar fent anuncis i modelatge de disfresses i alguna peli. Uns anys més tard van començar a fer pel·lícules i a sortir en programes de televisió. Al 2009, Nolan Gould, va tenir el seu primer gran paper a la sèrie de Modern Family que va acabar sent unes de les sèries de comèdia amb més premis.

## Anys a Modern Family
El seu èxit va començar amb la sèrie de comèdia, Modern Family. Al 2009 amb 7 anys va començar a fer del personatge de Luke Dunphy. En una entrevista, Gould va dir que els actors amb qui treballa a Modern Family són com la seva segona família i creu que ha fet amics per vida.
Fins ara ja ha fet més de 200 capítols a Modern Family i des del 2009 fins al 2019 la sèrie a guanyat 22 Emmy's. A partir del 2014/15 ja estava fent $70.000 per capítol.

## Filmografia

### Pel·lícules
| Any  | Títol                    | Paper                 | Altres |
| ---- | ------------------------ | --------------------- | ------ |
| 2007 | The McPassion            | Fill en un restaurant |        |
| 2007 | Sunny and Share Love You | Jason                 |        |
| 2007 | Waiting Room             | Nen salvatge          |        |
| 2008 | Montana                  | Johnny                |        |
| 2008 | Sweet Nothing in My Ear  | Mark Scott            |        |
| 2009 | Space Buddies            | Sam                   |        |
| 2009 | Hysteria                 | Nen                   |        |
| 2011 | Friends with Benefits    | Sammy                 |        |
| 2012 | Ghoul                    | Timmy Graco           |        |
| 2013 | The To Do List           | Max                   |        |
| 2014 | Field of Lost Shoes      | Robert/Sr.Rata        |        |
| 2019 | Yes                      | Jeremiah Rosenhaft    |        |

### Programes TV
| Any       | Títol                          | Paper               | Altres                      |
| --------- | ------------------------------ | ------------------- | --------------------------- |
| 2007      | Out of Jimmy’s Head            | Jimmy (jove)        | 2 capítols                  |
| 2007      | America’s Most Wanted          | Paul Jackson (jove) |                             |
| 2008      | Eleventh Hour                  | John Warner         |                             |
| 2008      | Sweet Nothing in My Ear        | Mark Scott          |                             |
| 2008      | Disney’s Really Short Report   | Ell mateix          | Entrevista de Space Buddies |
| 2009      | Access Hollywood               | Ell mateix          |                             |
| 2009-2019 | Modern Family                  | Luke Dunphy         | Actor principal             |
| 2010      | Good Luck Charlie              | Alexander           |                             |
| 2010      | R.L. Stine’s The Haunting Hour | Jack                | 1 Capitol                   |
| 2011      | Ghoul                          | Timmy Graco         |                             |
| 2012      | Doc McStuffins                 | Petit Jack          |                             |
| 2013      | Nick News with Linda Ellerbee  | Ell mateix          | Convidat                    |
| 2014      | Whose Line is It Anyway        | Ell mateix          | Convidat                    |

### Vídeos de música
| Any  | Títol            | Paper                                      | Artista                         |
| ---- | ---------------- | ------------------------------------------ | ------------------------------- |
| 2017 | “1-800-273-8255” | Amic/Novio de protagonista                 | Logic amb Alessia Cara i Khalid |
| 2019 | “Help Me Now”    | Noi jugant amb ulleres de realitat virtual | Kevin Mchale                    |

### Premis i nominacions
| Any  | Títol         | Categoria        | Resultat  | Ref   |
| ---- | ------------- | ---------------- | --------- | ----- |
| 2010 | Modern Family | Conjunt de l'any | Guanyador | [ 5 ] |

| Any  | Títol         | Categoria                                  | Resultat | Ref   |
| ---- | ------------- | ------------------------------------------ | -------- | ----- |
| 2018 | Modern Family | Millor artista de comèdia infantil masculí | Nominat  | [ 6 ] |

| Any  | Títol         | Categoria                                                | Resultat  | Ref    |
| ---- | ------------- | -------------------------------------------------------- | --------- | ------ |
| 2017 | Modern Family | Excel·lent actuació d'un conjunt en una sèrie de comèdia | Nominat   | [ 7 ]  |
| 2016 | Modern Family | Excel·lent actuació d'un ensemble en sèries de comèdia   | Nominat   | [ 8 ]  |
| 2015 | Modern Family | Excel·lent actuació d'un ensemble en sèries de comèdia   | Nominat   | [ 9 ]  |
| 2014 | Modern Family | Excel·lent actuació d'un ensemble en sèries de comèdia   | Guanyador | [ 10 ] |
| 2013 | Modern Family | Excel·lent actuació d'un ensemble en sèries de comèdia   | Guanyador | [ 11 ] |
| 2012 | Modern Family | Excel·lent actuació d'un ensemble en sèries de comèdia   | Guanyador | [ 12 ] |
| 2011 | Modern Family | Excel·lent actuació d'un ensemble en sèries de comèdia   | Guanyador | [ 13 ] |
| 2010 | Modern Family | Excel·lent actuació d'un ensemble en sèries de comèdia   | Nominat   | [ 14 ] |

| Any  | Títol               | Categoria                                                  | Resultat  | Ref    |
| ---- | ------------------- | ---------------------------------------------------------- | --------- | ------ |
| 2011 | Modern Family       | Jove excepcional en conjunt en una sèrie de televisió      | Nominat   | [ 15 ] |
| 2010 | Modern Family       | Joves artista destacat en una sèrie de televisió           | Guanyador | [ 16 ] |
| 2008 | Out of Jimmy's Head | Millor actuació per a grups joves d'una sèrie de televisió | Guanyador | [ 17 ] |

| Any  | Títol         | Categoria       | Resultat  | Ref    |
| ---- | ------------- | --------------- | --------- | ------ |
| 2012 | Modern Family | "Scene stealer" | Guanyador | [ 18 ] |

## Estudis
En la sèrie de Modern Family, Gould, fa el paper d'un nen no molt llest però irònicament és considerat un superdotat. Gould, com el seu germà gran, és un membre de Mensa International.Va graduar l'institut al 2012 amb 13 anys, avançant 8 cursos i començant la universitat amb 14 anys. Va fer cursos universitaris per internet fins als 18 anys.

## La seva vida sent Mensa
Al 2012 a “The Ellen DeGeneres Show”, Gould, va confirmar que té un quocient intel·lectual de 150 i que és part de l'associació de persones d'altes capacitats, Mensa International. Va ser nominat a Mensa a l'any 2002 amb 4 anys juntament amb el seu germà Aidan Gould.